# Goele De Raedt
Goele De Raedt (2 september 1978) is een Belgische actrice. Ze studeerde af in 2002 aan het conservatorium van Brussel. Ook volgde ze nog een zangopleiding aan het Conservatorium van Gent.
Op televisie was ze te zien in de series Wittekerke, Spoed, Zone Stad (Geertrui, vermoorde, jonge moeder) en Verschoten & Zoon. Ze speelde in november 2008 ook de rol van de bevallige biologie-lerares in Thuis. Sinds 2011 neemt ze de rol van schooldirectrice Impens op zich in Skilz. In de Eén-serie Albert II is ze in 2013 te zien als Wendy Van Wanten In 2020 speelt zij ook mee in de K3 film Dans van de Farao  als Wenskat Cleo. En in Samson en Marie Ijsjestijd als kunstenares Trees
In 2021 bracht ze samen met Ivan Pecnik de voorstelling ‘Hij zei, zij zei, zij zei, hij zei’ over relaties. 
In de show Jan Van Dijcke and Friends, een komische show vol sketches en bekende hits, deed ze in de zomer van 2023 ook mee. 
Verder was ze te zien in verschillende professionele musicalproducties. Een overzicht:
- Romeo en Julia, van Haat tot Liefde, understudy Vrouwe Montecchi (2002-2003), Vrouwe Montecchi (2003-2004)
- Fiddler on the Roof, Tzeitel
- Sneeuwwitje, ensemble, understudy Stiefmoeder (2005)
- Dracula, nimf (2005)
- Mamma Mia!, ensemble, understudy Roos, understudy Tanja (2006)
- Beauty and the beast, Babette (2007)
- Bakelietjes, Goele (2008)
- Daens, ensemble, Julia (2008)
- Dans der vampieren, Magda, de meid van Chagal (2010)
- We Will Rock You, Killer Queen (2011)
- Tanz der Vampire Berlin, Magda (2011-2013)
- We Will Rock You, Duitse tour, Walkin cover Killer Queen (2013)
- Chaplin, Hedda Harper (2017)
- Kiss Me Kate, Kate (2017)
- Team U.P., Conny (2018)
- Titanic, Alice Bean (2019)
- Aladdin, moeder van Aladdin (2019)
- Knock-Out, Claudette (2020)
- Vergeet Barbara, Studio 100 (2022-2023)
- Red Star Line, Zulma (2023)
- Les Miserables, Madame Thenardier, Studio 100 (2023)
- 1830, Leonie, Historalia (2025)

Ze won in 2004 ook de Vlaamse Musicalprijs voor aanstormend talent en in 2006 voor beste vrouwelijke bijrol voor haar rol in Beauty and the beast.
In februari 2011 bracht ze een cd "On The Road" uit samen met Marianne Carlier (o.a. Domino, de musical).